# Гарбовиці
Гарбовиці (пол. Garbowice) — село в Польщі, у гміні Іваніська Опатовського повіту Свентокшиського воєводства.
Населення — 130 осіб (2011).
У 1975-1998 роках село належало до Тарнобжезького воєводства.

## Демографія
Демографічна структура на день 31 березня 2011 року:
|          | Загалом | Допрацездатний вік | Працездатний вік | Постпрацездатний вік |
| -------- | ------- | ------------------ | ---------------- | -------------------- |
| Чоловіки | 60      | 13                 | 33               | 14                   |
| Жінки    | 70      | 10                 | 34               | 26                   |
| Разом    | 130     | 23                 | 67               | 40                   |